# Турач гамбійський
Тура́ч гамбійський (Pternistis ahantensis) — вид куроподібних птахів родини фазанових (Phasianidae). Мешкає в Західній Африці.

## Поширення і екологія
Гамбійські турачі мешкають в Гамбії, на південному заході Сенегалу, в Гвінеї-Бісау, Гвінеї, Сьєрра-Леоне, Ліберії, Кот-д'Івуарі, Гані, Того, Беніні і Нігерії. Вони живуть на узліссях вологих рівнинних і гірських тропічних лісів, на галявинах, у вологих чагарникових заростях, в густому підліску галерейних лісів, на покинутих полях і плантаціях. Живляться насінням, ягодами і комахами, зокрема термітами.